# Ionisation au-dessus du seuil
Pour les articles homonymes, voir ATI (homonymie).
L’effet généralement connu sous l’acronyme ATI (Above Threshold Ionisation), ionisation au-dessus du seuil en français, a été découvert théoriquement et expérimentalement au CEN de Saclay au cours des années 1980.

## Explication
Dans l’article théorique fondateur de ce phénomène il est montré pour la première fois comment, par un nouveau mécanisme, les électrons liés au sein de l’atome peuvent être éjectés avec des énergies nettement supérieures à celle juste nécessaire pour les libérer de leur orbite (seuil d’ionisation). C’est pour expliquer les résultats expérimentaux faisant apparaître des pics d‘électrons dont les énergies étaient séparées l’une de l’autre par celle d’un photon, lors du bombardement d'atomes par des lasers de fortes puissances, qu'une théorie quantique du phénomène fut développée. 
La nécessité de mettre en œuvre cette théorie s’est avérée nécessaire car le modèle séquentiel semi-classique généralement invoqué alors (ionisation de l’atome suivi d’un chauffage des électrons via un processus de bremsstrahlung inverse) était incapable de rendre compte des propriétés des spectres d’électrons observés (diagramme représentant le nombre d’électrons ayant une énergie donnée), en particulier la saturation simultanée de tous les pics. Cette théorie purement quantique montra une propriété inattendue des électrons de l’atome d’absorber des photons non plus séquentiellement mais par paquets au cours  d’un processus en une seule étape, excluant ainsi des transferts de population d'un pic à un autre. Bien que dans de nombreuses expériences, des spectres d’électrons étaient observés, cet effet nommé ATI par le groupe de théoriciens de Saclay fut mis en évidence pour la première fois par l’équipe expérimentale du même laboratoire.
Ce processus est considéré depuis comme étant la quantification de l’énergie des électrons éjectés lors de l’ionisation d’un atome par un champ de radiation. Les électrons ne peuvent se placer que dans des états d’énergie fixés par les conditions expérimentales (longueur d‘onde, intensité). Cette discrétisation du continuum de l’atome par l’ATI peut être considérée comme le prolongement de ce qui avait été énoncé pour les électrons liés gravitant sur des orbites d’énergie bien déterminée au sein de l’atome (atome de Bohr). En 1995, cette découverte valut aux physiciens impliqués un prix de l’Académie des sciences.